# Els 52 del Caire
L'escàndol del Queen Boat o dels 52 del Caire al·ludeix a l'arrest, posterior enjudiciament i condemna, de cinquanta-dos homes l'11 de maig de 2001, quan es trobaven a bord d'un vaixell anomenat Queen Boat que funcionava com a club gai nocturn flotant, amarrat als marges del Nil al Caire, Egipte.

## Càrrecs
A Egipte no existeixen lleis que penalitzin explícitament les pràctiques homosexuals però solen usar-se les lleis de moralitat i escàndol públic per reprimir-les. Cinquanta dels arrestats van ser acusats de «llibertinatge habitual» i «comportament obscè» segons l'article 9c de la llei Nº. 10 de 1961 contra la prostitució. Els altres dos foren acusats de «menyspreu a la religió» segons l'article 98f del codi penal. Tots els acusats es van declarar innocents.

## Tracte als arrestats
Els denominats 52 del Caire van ser amuntegats en dues cel·les sense llits on se'ls mantenia tancats vint-i-dues hores al dia. Segons els informes de la Comissió Internacional Gai i Lèsbica de Drets Humans (CIGLDH), els homes van sofrir pallisses i van ser sotmesos a exàmens forenses per «provar la seva homosexualitat».

## Judicis
Els judicis van durar cinc mesos durant els quals els acusats van ser escarnits als mitjans de comunicació egipcis, publicant-se els seus noms reals i domicilis, fins i tot qualificant-los d'agents contra l'estat i «radicals gais». Els judicis van ser condemnats per les organitzacions internacionals de drets humans i representants de les Nacions Unides. Els advocats de les defenses van argumentar que el cas havia de desestimar-se per haver-se produït arrests il·legals, falsificació de proves i mètodes intimidatoris de la policia.
El 14 de novembre de 2001 vint-i-un acusats van ser condemnats pel càrrec de «pràctica habitual del llibertinatge», al que s'acusava de ser el capitost a més va ser condemnar per «menyspreu a la religió», rebent la sentència més dura: cinc anys a treballs forçats.
Va haver-hi un altre acusat a més dels cinquanta-dos homes, un adolescent, que va ser jutjat pel tribunal de menors i va ser sentenciat a la pena màxima, tres anys de presó als quals seguirien tres anys de llibertat condicional.
Al maig de 2002 els detinguts van ser alliberats tot esperant un segon judici, i tant els veredictes de culpabilitat com els de innocència van ser revocats, la qual cosa va provocar la indignació internacional, amb l'única excepció de les dues sentències de culpabilitat per menyspreu a la religió que es van mantenir. Al juliol de 2002 va començar el nou judici per als cinquanta homes. El judici que va tenir lloc en el jutjat de delictes menors de Qasr-al-Nil en el Cairo presidit pel jutge Abdel Karim, el mateix jutge que havia presidit el primer judici, va durar solament quinze minuts, a causa que el jutge va presentar una recusació contra si mateix. Per això el judici es va ajornar fins a setembre. En aquest últim judici que va acabar al març de 2003 vint-i-u dels acusats van ser condemnats a tres anys de presó i trenta-nou van ser absolts.

## En els mitjans de comunicació
Els 52 del Cairo 52 van aparèixer en un documental d' After Stonewall Productions, narrat per Janeane Garofalo, que es va titular Dangerous Living: Coming Out in the Developing World (Vides perilloses: sortir de l'armari al món en desenvolupament). L'argument de la pel·lícula Toul Omry (Tota la meva vida) de Maher Sabry descriu les vides dels gais a Egipte amb el teló de fons dels 52 del Cairo i la notorietat donada als arrests. Un dels personatges de la pel·lícula "Kareem" aconsegueix escapar-se de la batuda policial en la discoteca flotant. Les notícies sobre l'arrest i els judicis subsegüents són objecte de discussió entre els personatges de la pel·lícula. Un dels 52 homes del Cairo va aparèixer en el documental de Parvez Sharma A Jihad for Love (2008).